# Lúcia Guimarães
Lúcia Guimarães (Rio de Janeiro, c.1957 -) é uma jornalista brasileira.
Mudou-se para Nova Iorque em 1985. Lá trabalhou como editora internacional da Rede Globo, redatora do Jornal Nacional e foi produtora do jornalista Paulo Francis. Entre 1992 e 1993 foi redatora e produtora da Reuters.
Já em 1993 tornou-se correspondente da TV Cultura e produtora executiva do programa Manhattan Connection, transmitido semanalmente pela emissora GNT da Globosat, e onde permaneceu até outubro de 2008. Lúcia aparecia sempre no último dos quatro blocos do programa.
Longe da televisão, foi colaboradora das revistas Playboy, Bravo! e Imprensa. Participou do programa Saia Justa, liderado na ocasião por Mônica Waldvogel, e com a participação de Betty Lago, Márcia Tiburi e Maitê Proença.
É colunista do Diário de Notícias, de Lisboa.